# Théâtre de la Cité-Variétés

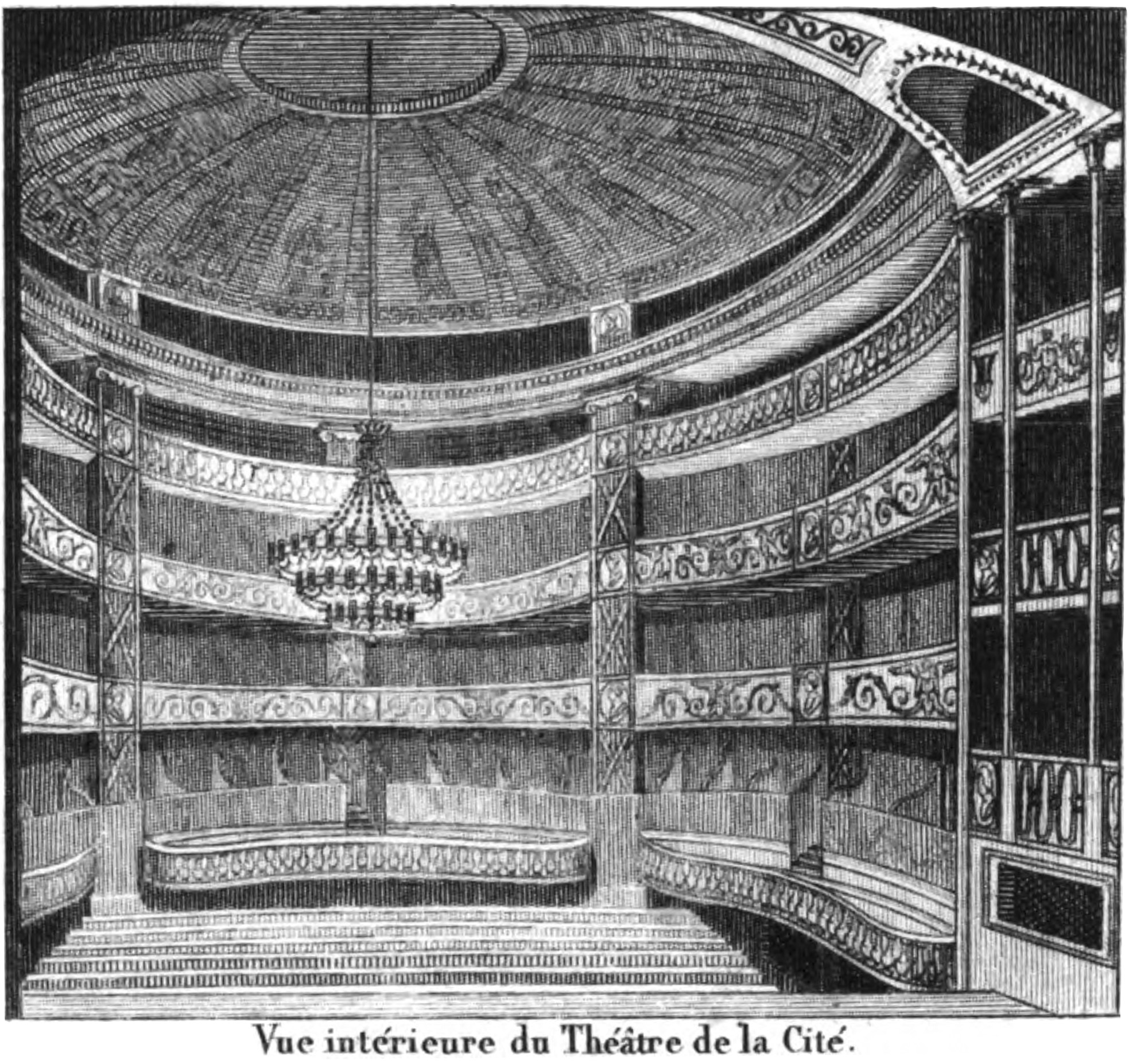
Vista interior del Théâtre de la Cité

El Théâtre de la Cité-Variétés, también conocido simplemente como Théâtre de la Cité, era un lugar de entretenimiento ahora demolido, ubicado en la antigua rue Saint-Barthélemy, ahora fr, en la Île de la Cité en el moderno distrito 4 de París. Tenía una capacidad de 1.800 a 2.000 espectadores.

## Historia
Construido por el arquitecto Nicolas Lenoir, quien también proyectó el Théâtre de la Porte Saint-Martin, en el lugar de la Église Saint-Barthélemy, cuya fachada conservaba, siendo inaugurado el 20 de octubre de 1792. Desde octubre de 1792 hasta noviembre de 1793 fue nombrado Théâtre du Palais-Variétés debido a su proximidad al Palacio de Justicia . Más tarde, el lugar pasó a llamarse Théâtre de la Cité-Variétés.
Desde octubre de 1792 hasta mayo de 1800, estuvo dirigido por Nicolas Lenoir, también conocido como Lenoir du Romain, y su sobrino, conocido como Lenoir de Saint-Edme. A partir de entonces, tuvo varios gerentes diferentes, incluidos Nicolas Cammaille-Saint-Aubin, mayo de 1800 - febrero de 1801, César Ribié y Louis Ferville, 3 de febrero - agosto de 1801, Lenoir de Saint-Edme, noviembre de 1802 - septiembre de 1803, 23 de octubre de 1803 - junio de 1805), y una asociación de actores bajo la dirección de Jean-François de Brémond de la Rochenard, dit Beaulieu, 4 de agosto de 1805 - septiembre de 1806. El repertorio incluía comedias, comedias -vodeviles, melodramas, escenas patrióticas, opéras-bouffes, opéras-folies, opéras-comiques, ballets-pantomimas y pantomimas.
Del 16 de noviembre al 6 de diciembre de 1801 una compañía alemana conocida como Théâtre Mozart, dirigida por Haselmayer y el bajo Elmenreich, presentó en París las primeras óperas en alemán: Die Entführung aus dem Serail de Mozart (16 de noviembre), Das rothe Käppchen de Carl Ditters von Dittersdorf, 21 de noviembre), Das Neusonntagskind de Wenzel Müller, 25 de noviembre, Der Spiegel von Arkadien de Franz Xaver Süssmayr, 29 de noviembre, Der Tiroler Wastel de Jakob Haibel, 30 de noviembre), y Das Sonnenfest der Braminen de Müller, 3 de diciembre El director de orquesta de la orquesta francesa era Frédéric Blasius, que provenía de una familia alemana.
Otros grupos a veces usaban el teatro en las noches extrañas, cuando la compañía residente no estaba actuando. Del 11 de junio al 1 de octubre de 1799, los artistas del Odéon (destruido por un incendio el 18 de marzo) encontraron refugio en la Cité. A partir del 22 de enero de 1804, los artistas del Théâtre Olympique de la Rue de la Victoire actuaron en la Cité durante un año. Del 22 de enero de 1804 al 4 de junio de 1807, la compañía de Variétés-Montansier, desalojada de su teatro en el Palais-Royal, se presentó en la Cité.
El decreto de Napoleón sobre los teatros del 29 de julio de 1807 condenó al Théâtre de la Cité al olvido. La actuación final fue el 10 de agosto de 1807.

## Bal del Prado
Lenoir construyó un salón de baile en el sitio en enero de 1809, que en 1846 tomó el nombre de Bal du Prado, demolido en 1859 para permitir la construcción del tribunal de commerce de Paris .

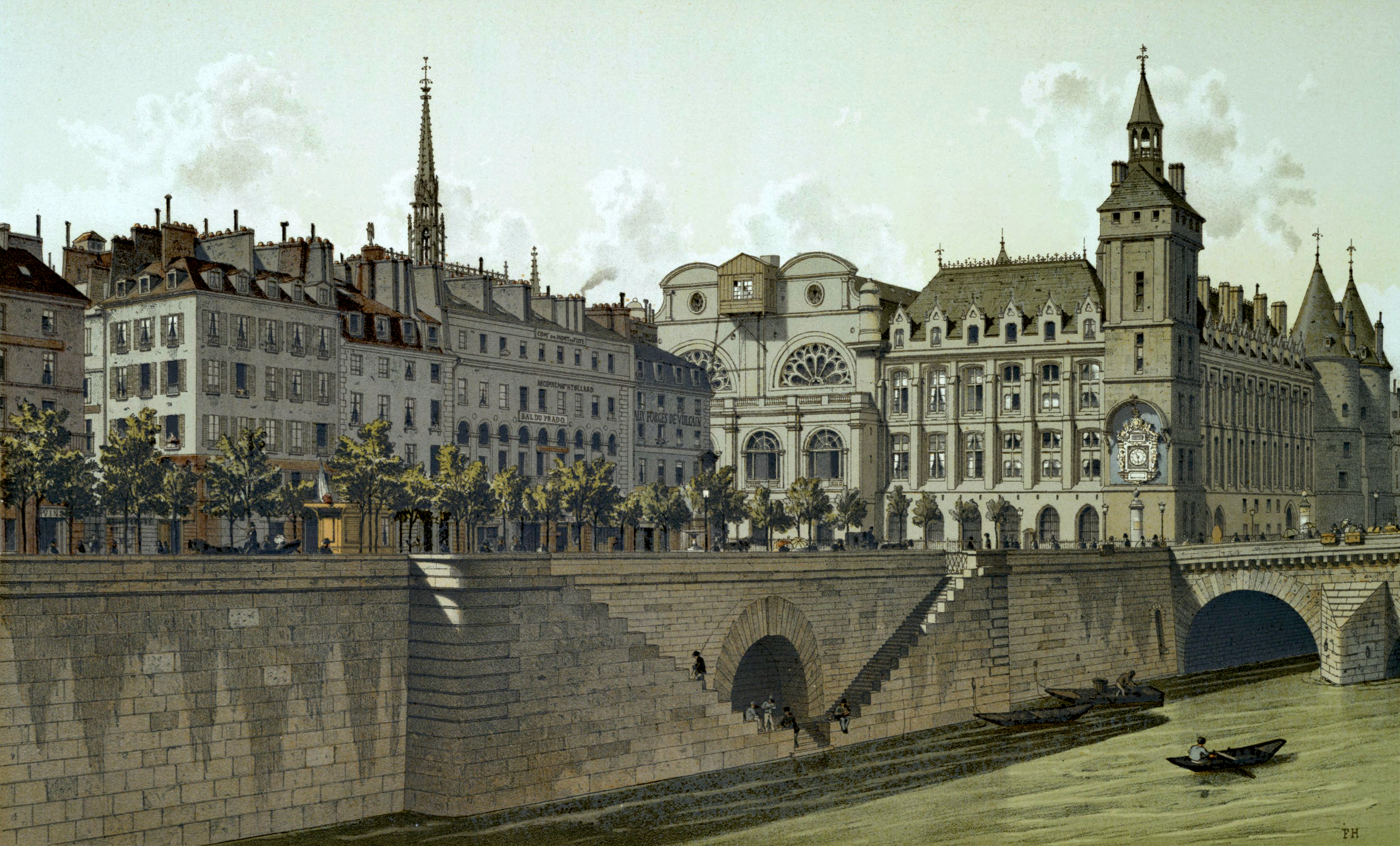
Le bal du Prado, en el sitio del antiguo teatro, c. 1855
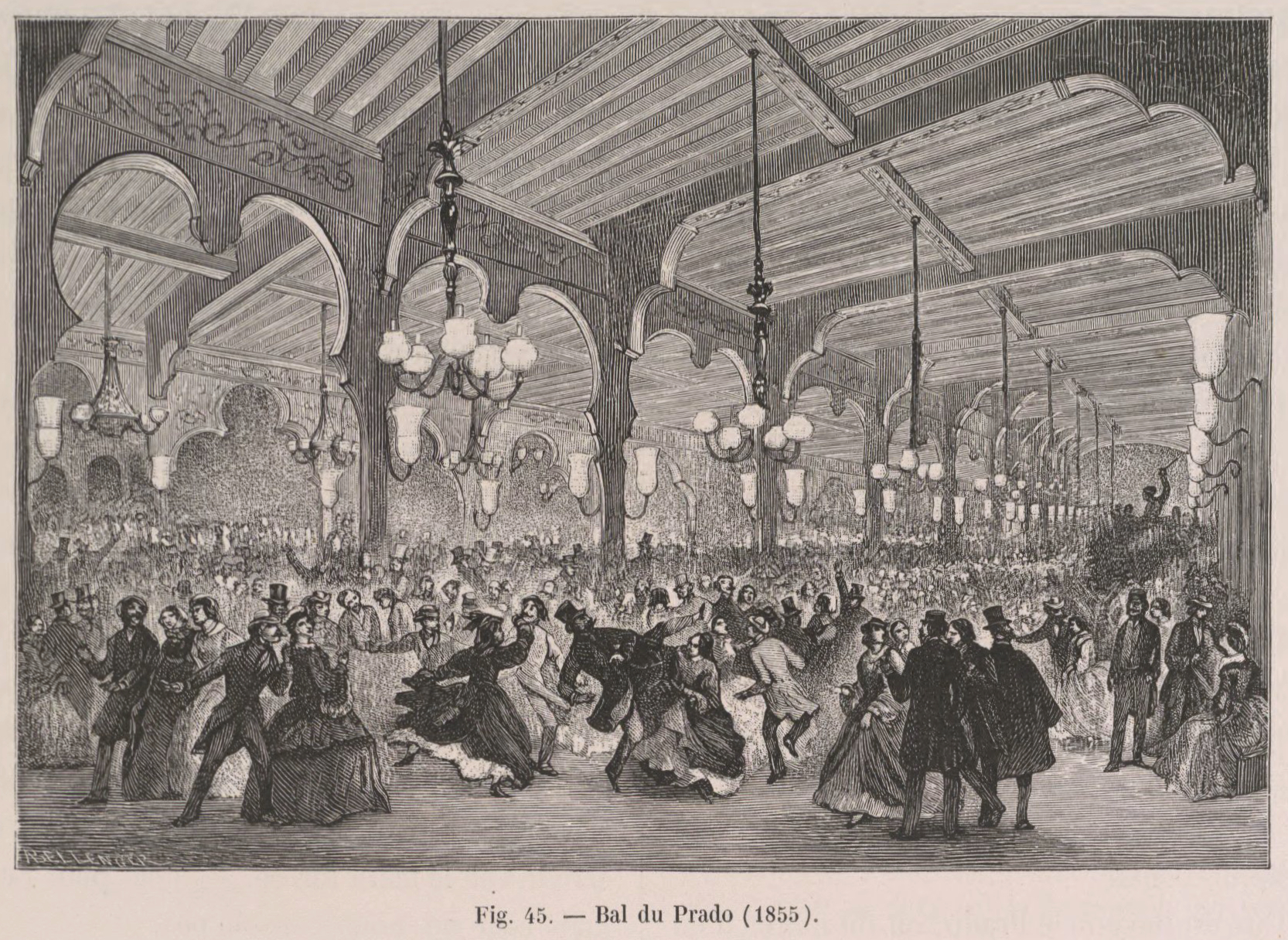
Le bal du Prado en 1855, por Theodor Josef Hubert Hoffbauer